# Martîn Rongen
Martîn Rongen (Horst, 14 mei 1962) is de drummer en percussionist van de Limburgse band Rowwen Hèze.

## Biografie
Martîn Rongen werd geboren in Horst in een creatieve, muzikale familie. Zijn opa, Martin Rongen, was oprichter van de Americaase fanfare en toneelclub. Op jonge leeftijd kreeg hij een drumstel en in 1987 verhuisde Rongen na het trouwen met Anita Rongen-Derks naar het dorpje America. 

## Carrière
In 1979 begon Rongen met drummen in de rockcoverband "No Choice". In april 1982 stond hij met deze band in het voorprogramma van Golden Earring. Na het uiteenvallen van deze band werd hij begin 1984 lid van de coverband "Claxon", die in 1986 ophield te bestaan. Pas eind 1988 hield Rongen zich daarna weer bezig met het drummen in een band. Zanger Jack Poels vroeg hem om lid te worden van de toen nog relatief nieuwe band Rowwen Hèze na het vertrek van Mart Deckers. Toen de band in 1989 in het voorprogramma stond van de accordeonspeler Flaco Jiménez, bespeelde Rongen ook voor Jimenez' band de drums nadat de eigenlijke drummer vanwege heimwee naar San Antonio was teruggekeerd.
Rongen schreef voor Rowwen Hèze de teksten van de nummers Nacht (op het album Water, Lucht en Liefde), dat gaat over de suïcide van zijn beste vriend en Probleme (op het album Vandaag).